# Робер Муйне
Робер Муйне (фр. Robert Mouynet, нар. 25 березня 1930, Тулон) — французький футболіст, що грав на позиції захисника, зокрема за «Тулузу» і «Ліон».

## Клубна кар'єра
У дорослому футболі дебютував 1949 року виступами за «Тулузу», в якій провів чотири сезони, взявши участь у 65 матчах чемпіонату. 
Протягом 1953—1955 років захищав кольори «Канна».
Своєю грою за останню команду привернув увагу представників тренерського штабу клубу «Олімпік» (Ліон), до складу якого приєднався 1955 року. Відіграв за команду з Ліона наступні чотири сезони своєї ігрової кар'єри. Більшість часу, проведеного у складі «Ліона», був основним гравцем захисту команди.
Завершив ігрову кар'єру у рідній «Тулузі». Повернувся до неї 1959 року, захищав її кольори до припинення виступів на професійному рівні у 1963.

## Виступи за збірну
1958 року був включений до заявки національної збірної Франції на тогорічний чемпіонат світу у Швеції. На турнірі, який завершився для французів здобуттям бронзових нагород, залишався у запасі і жодного разу на поле не виходив.

## Титули і досягнення
- Бронзовий призер чемпіонату світу: 1958